# Kolymocyba
Kolymocyba petrophila és una espècie d'aranya araneomorfa de la subfamília Erigoninae, dins de la família Linyphiidae. És l'únic membre del gènere monotípic Kolymocyba.
Fou descrit per primera vegada per Kiril Ieskov l'any  1989,
És un endemisme de la Rússia asiàtica. Es pot trobar al Riu Kolymà i a Amguema.